# Felfern
Felfern je naselje v Občini Steuerberg v Okraju Trg na Koroškem v Avstriji.